# Shishugounykus
Shishugounykus — викопний рід динозаврів з клади Alvarezsauria. Рештки єдиного екземпляра знайдені на заході КНР і віком приблизно 160,2 млн років.
Як і решта альваресзаврів, це були відносно малі комахоїдні динозаври, вагою близько 7 кг. Описано один вид — Shishugounykus inexpectus. Видова назва, яка означає "неочікуваний", відсилається до факту, що Shishugounykus співіснував аж з двома іншими видами альваресзавнових — Aorun zhaoi і Haplocheirus sollers, що було неочікувано для вчених.
Пристосування передніх кінцівок, що характерні для альварсезаврових, розвинені в Shishugounykus ще слабко, водночас мають ознаки, типові для решти целурозаврів.